# Western Conference (National Hockey League)
Western Conference, franska: Conférence de l'Ouest, är en av två konferenser i National Hockey League (NHL) och består av 16 medlemslag i två divisioner, Central och Pacific.
Det lag som vinner konferensfinalen i Stanley Cup-slutspelet, får trofén Clarence S. Campbell Bowl som belöning.

## Nuvarande lag
Från och med säsongen 2024–2025 spelar lagen i följande divisioner.
| Division           | Lag                  | Stad/Stat                           | Arena                    | General manager    | Tränare            |
| Western Conference | Western Conference   | Western Conference                  | Western Conference       | Western Conference | Western Conference |
| ------------------ | -------------------- | ----------------------------------- | ------------------------ | ------------------ | ------------------ |
| Central            | Chicago Blackhawks   | Chicago, Illinois, USA              | United Center            | Kyle Davidson      | Jeff Blashill      |
| Central            | Colorado Avalanche   | Denver, Colorado, USA               | Ball Arena               | Chris MacFarland   | Jared Bednar       |
| Central            | Dallas Stars         | Dallas, Texas, USA                  | American Airlines Center | Jim Nill           | Glen Gulutzan      |
| Central            | Minnesota Wild       | Saint Paul, Minnesota, USA          | Xcel Energy Center       | Bill Guerin        | John Hynes         |
| Central            | Nashville Predators  | Nashville, Tennessee, USA           | Bridgestone Arena        | Barry Trotz        | Andrew Brunette    |
| Central            | St. Louis Blues      | Saint Louis, Missouri, USA          | Enterprise Center        | Doug Armstrong     | Jim Montgomery     |
| Central            | Utah Mammoth         | Salt Lake City, Utah, USA           | Delta Center             | Bill Armstrong     | André Tourigny     |
| Central            | Winnipeg Jets        | Winnipeg, Manitoba, Kanada          | Canada Life Centre       | Kevin Cheveldayoff | Scott Arniel       |
| Pacific            | Anaheim Ducks        | Anaheim, Kalifornien, USA           | Honda Center             | Pat Verbeek        | Joel Quenneville   |
| Pacific            | Calgary Flames       | Calgary, Alberta, Kanada            | Scotiabank Saddledome    | Craig Conroy       | Ryan Huska         |
| Pacific            | Edmonton Oilers      | Edmonton, Alberta, Kanada           | Rogers Place             | Stan Bowman        | Kris Knoblauch     |
| Pacific            | Los Angeles Kings    | Los Angeles, Kalifornien, USA       | Crypto.com Arena         | Ken Holland        | Jim Hiller         |
| Pacific            | San Jose Sharks      | San Jose, Kalifornien, USA          | SAP Center at San Jose   | Mike Grier         | Ryan Warsofsky     |
| Pacific            | Seattle Kraken       | Seattle, Washington, USA            | Climate Pledge Arena     | Jason Botterill    | Lane Lambert       |
| Pacific            | Vancouver Canucks    | Vancouver, British Columbia, Kanada | Rogers Arena             | Patrik Allvin      | Adam Foote         |
| Pacific            | Vegas Golden Knights | Paradise, Nevada, USA               | T-Mobile Arena           | Kelly McCrimmon    | Bruce Cassidy      |

## Historik
Konferensen bildades inför säsongen 1993–1994 för att ersätta Clarence Campbell Conference. De gamla divisionerna Patrick Division och Smythe Division blev istället Central Division och Pacific Division. Inför säsongen 1998–1999 tillkom även Northwest Division till konferensen. År 2013 meddelade NHL att man skulle göra om divisionerna och Northwest avvecklades. För säsongen 2020–2021 var konferensen inaktiv på grund av Coronaviruspandemin 2019–2021.

### Divisioner
De divisioner som används eller använts inom konferensen.
| Division           | Tidsperiod       |
| ------------------ | ---------------- |
| Central Division   | 1993–2020, 2021– |
| Northwest Division | 1998–2013        |
| Pacific Division   | 1993–2020, 2021– |

### Lag
De lag som spelar eller har spelat inom konferensen.
| Lag                      | Tidsperiod           |
| ------------------------ | -------------------- |
| Anaheim Ducks            | 2006–2020, 2021–     |
| Arizona Coyotes          | 2014–2020, 2021–2024 |
| Calgary Flames           | 1993–2020, 2021–     |
| Chicago Blackhawks       | 1993–2020, 2021–     |
| Colorado Avalanche       | 1995–2020, 2021–     |
| Columbus Blue Jackets    | 2000–2013            |
| Dallas Stars             | 1993–2020, 2021–     |
| Detroit Red Wings        | 1993–2013            |
| Edmonton Oilers          | 1993–2020, 2021–     |
| Los Angeles Kings        | 1993–2020, 2021–     |
| Mighty Ducks of Anaheim  | 1993–2006            |
| Minnesota Wild           | 2000–2020, 2021–     |
| Nashville Predators      | 1998–2020, 2021–     |
| Phoenix Coyotes          | 1996–2014            |
| St. Louis Blues          | 1993–2020, 2021–     |
| San Jose Sharks          | 1993–2020, 2021–     |
| Seattle Kraken           | 2021–                |
| Toronto Maple Leafs      | 1993–1998            |
| Utah Hockey Club         | 2024–2025            |
| Utah Mammoth             | 2025–                |
| Vancouver Canucks        | 1993–2020, 2021–     |
| Vegas Golden Knights     | 2017–2020, 2021–     |
| Winnipeg Jets (original) | 1993–1996            |
| Winnipeg Jets            | 2013–2020, 2021–     |

### Presidents' Trophy-vinnare
De lag som spelar eller spelade inom Western Conference och vann Presidents' Trophy.
| Säsong    | Vinnare             | Antal |
| --------- | ------------------- | ----- |
| 1994–1995 | Detroit Red Wings   | 1     |
| 1995–1996 | Detroit Red Wings   | 2     |
| 1996–1997 | Colorado Avalanche  | 1     |
| 1997–1998 | Dallas Stars        | 1     |
| 1998–1999 | Dallas Stars        | 2     |
| 1999–2000 | St. Louis Blues     | 1     |
| 2000–2001 | Colorado Avalanche  | 2     |
| 2001–2002 | Detroit Red Wings   | 3     |
| 2003–2004 | Detroit Red Wings   | 4     |
| 2005–2006 | Detroit Red Wings   | 5     |
| 2007–2008 | Detroit Red Wings   | 6     |
| 2008–2009 | San Jose Sharks     | 1     |
| 2010–2011 | Vancouver Canucks   | 1     |
| 2011–2012 | Vancouver Canucks   | 2     |
| 2012–2013 | Chicago Blackhawks  | 1     |
| 2017–2018 | Nashville Predators | 1     |
| 2020–2021 | Colorado Avalanche  | 3     |
| 2024–2025 | Winnipeg Jets       | 1     |

### Konferensmästare
De lag som spelar eller spelade och vann konferensen (Clarence S.  Campbell Bowl) för varje spelad säsong.
| Säsong    | Vinnare                                            | Antal                                              |
| --------- | -------------------------------------------------- | -------------------------------------------------- |
| 1993–1994 | Vancouver Canucks                                  | 1                                                  |
| 1994–1995 | Detroit Red Wings                                  | 1                                                  |
| 1995–1996 | Colorado Avalanche                                 | 1                                                  |
| 1996–1997 | Detroit Red Wings                                  | 2                                                  |
| 1997–1998 | Detroit Red Wings                                  | 3                                                  |
| 1998–1999 | Dallas Stars                                       | 1                                                  |
| 1999–2000 | Dallas Stars                                       | 2                                                  |
| 2000–2001 | Colorado Avalanche                                 | 2                                                  |
| 2001–2002 | Detroit Red Wings                                  | 4                                                  |
| 2002–2003 | Mighty Ducks of Anaheim                            | 1                                                  |
| 2003–2004 | Calgary Flames                                     | 1                                                  |
| 2004–2005 | Säsong inställd.                                   | Säsong inställd.                                   |
| 2005–2006 | Edmonton Oilers                                    | 1                                                  |
| 2006–2007 | Anaheim Ducks                                      | 2                                                  |
| 2007–2008 | Detroit Red Wings                                  | 5                                                  |
| 2008–2009 | Detroit Red Wings                                  | 6                                                  |
| 2009–2010 | Chicago Blackhawks                                 | 1                                                  |
| 2010–2011 | Vancouver Canucks                                  | 2                                                  |
| 2011–2012 | Los Angeles Kings                                  | 1                                                  |
| 2012–2013 | Chicago Blackhawks                                 | 2                                                  |
| 2013–2014 | Los Angeles Kings                                  | 2                                                  |
| 2014–2015 | Chicago Blackhawks                                 | 3                                                  |
| 2015–2016 | San Jose Sharks                                    | 1                                                  |
| 2016–2017 | Nashville Predators                                | 1                                                  |
| 2017–2018 | Vegas Golden Knights                               | 1                                                  |
| 2018–2019 | St. Louis Blues                                    | 1                                                  |
| 2019–2020 | Dallas Stars                                       | 3                                                  |
| 2020–2021 | Inaktiv på grund av Coronaviruspandemin 2019–2021. | Inaktiv på grund av Coronaviruspandemin 2019–2021. |
| 2021–2022 | Colorado Avalanche                                 | 3                                                  |
| 2022–2023 | Vegas Golden Knights                               | 2                                                  |
| 2023–2024 | Edmonton Oilers                                    | 2                                                  |

### Stanley Cup-mästare
De lag som spelar eller spelade i Western Conference och vann Stanley Cup.
| Säsong    | Vinnare              | Antal |
| --------- | -------------------- | ----- |
| 1995–1996 | Colorado Avalanche   | 1     |
| 1996–1997 | Detroit Red Wings    | 1     |
| 1997–1998 | Detroit Red Wings    | 2     |
| 1998–1999 | Dallas Stars         | 1     |
| 2000–2001 | Colorado Avalanche   | 2     |
| 2001–2002 | Detroit Red Wings    | 3     |
| 2006–2007 | Anaheim Ducks        | 1     |
| 2007–2008 | Detroit Red Wings    | 4     |
| 2009–2010 | Chicago Blackhawks   | 1     |
| 2011–2012 | Los Angeles Kings    | 1     |
| 2012–2013 | Chicago Blackhawks   | 2     |
| 2013–2014 | Los Angeles Kings    | 2     |
| 2014–2015 | Chicago Blackhawks   | 3     |
| 2018–2019 | St. Louis Blues      | 1     |
| 2022–2023 | Vegas Golden Knights | 1     |